# Chillarón de Cuenca (kommunhuvudort)
Chillarón de Cuenca är en kommunhuvudort i Spanien.   Den ligger i provinsen Provincia de Cuenca och regionen Kastilien-La Mancha, i den centrala delen av landet, 130 km öster om huvudstaden Madrid. Chillarón de Cuenca ligger 918 meter över havet och antalet invånare är 474.
Terrängen runt Chillarón de Cuenca är kuperad norrut, men söderut är den platt. Chillarón de Cuenca ligger nere i en dal. Runt Chillarón de Cuenca är det ganska glesbefolkat, med 38 invånare per kvadratkilometer. Närmaste större samhälle är Cuenca, 8,7 km sydost om Chillarón de Cuenca. Trakten runt Chillarón de Cuenca består till största delen av jordbruksmark.